# Erik Gylling
Erik "Eric" Valdemar Gylling, född 5 augusti 1894 i Grängesberg, död 6 juni 1954 i San Francisco, USA, var en svensk dragspelsartist, kompositör och instrumentmakare. 
Gylling skivdebuterade 1916. Han gjorde såväl soloinspelningar som ihop med andra, och medverkade bl.a. i gruppen "Trio Dansante". Eric Gylling utvandrade 1925 till USA. 
En av hans mest kända kompositioner är valsen Gulaschbaronen.
Hans bror var Carl Gylling.

## Skivinspelningar i urval
- 1919 - Golden
- 1919 - Ragtime Jim
- 1919 - Tomta-valsen
- 1919 - Värmlandspolka